# ツインビーだ!!
『ツインビーだ!!』（TwinBee-DA!）は、1990年10月12日に日本のコナミから発売されたゲームボーイ用縦スクロールシューティングゲーム。日本国外では『Pop'n TwinBee』のタイトルで発売された。
同社の『ツインビーシリーズ』第4作目。自機であるツインビーおよびウインビーを操作し、シナモン博士のライバルであるDr.ニッキを倒すためにプカプカ島を目指すというストーリー。基本的なゲームシステムは第1作目である『ツインビー』（1985年）を踏襲している。また、通信ケーブル使用により2人同時プレイが可能となっている。
開発はコナミ開発三部が行い、ゲーム・デザインはファミリーコンピュータ用ソフト『ツインビー3 ポコポコ大魔王』（1989年）にてキャラクター・デザインを手掛けた小玉紀年、音楽はゲームボーイ用ソフト『ドラキュラ伝説』（1989年）を手掛けた福武茂が担当している。
後に『コナミGBコレクション Vol.2』（1997年）に収録された他、PlayStation Portable用ソフト『ツインビー ポータブル』（2007年）にリメイク版が収録された。2012年にはニンテンドー3DS用のバーチャルコンソール対応ソフトとしてゲームボーイ版が配信された。
以下、特に断り書きがない限りオリジナルであるゲームボーイ版について解説する。 

## ゲーム内容

### システム
本作は2人同時プレイが可能だが、通信ケーブルを用いて2台のゲームボーイを繋がないと同時プレイはできない。また、コナミGBコレクション Vol.2やPSP版などの移植作品では2人同時プレイの機能自体を失っているものもある。
方向キーで自機の移動。Bボタンで対空ショットを撃ち、空中の敵を攻撃できる。Aボタンで対地ボムを発射し、地上の砲台を攻撃できる。敵や敵弾により腕を破壊されると使用不能になる。
メインBGMとボスラッシュBGMでは初代『ツインビー』のBGMがアレンジされて使用されている。また1面のパワーアップBGMは初代「ツインビー」のパワーアップBGMを使用。4面のパワーアップBGMは『もえろツインビー シナモン博士を救え!』（1986年）の最終面パワーアップBGMが使用されている。

### ベルパワーアップ
従来作品と同様に雲にショットを当てることで出現するが、本作はモノクロ4階調液晶表示のゲームボーイ用ソフトであり、カラー（色）についてハードウェア上の制約がある。他シリーズ作品のようなカラーによる識別方法では数の確保が難しいため、一部のベルパワーは特有の模様で識別できるようになっている。括弧内はベルの状態である。
なお、この模様によるベルの識別手法は、『パロディウスだ!』ゲームボーイ版（1991年4月5日発売）にも引き継がれている。
- ボーナス得点（若干うす黒いベル）

落とさずに連続で取り続けると500点、1000点、2500点、5000点、10000点と徐々に点数がアップする。
- スピードアップ（黒いベル）

自機の移動速度が1段階アップする。最大3段階。
- ツイン砲（白いベル）

メインショットが2連砲になる。
- 分身（中央に目玉のような模様がついたベル）

自機と同時に攻撃をする分身が2個ついて攻撃力が上がる。
これを装備するとバリアベルが出現しなくなる（ミスして分身を失えば再び出現する）。
- バリア（二重線が描かれたベル）

敵の攻撃を防ぐバリアを装備する。一定量の攻撃を受けると消滅する。
これを装備すると分身ベルが出現しなくなる（バリアが消滅すれば再び出現する）。

### 地上アイテム
いずれも地上の敵や破壊可能な施設をボムで破壊することで出現する。
- スター

画面上の敵が全滅する。
- フルーツ

ボーナス得点。
- 1upミルク

残機が1機増える
- パワーアップキャンディ

ショットが3WAYになる（ツイン砲と同時には取れない）。
さらに取ると画面上を跳ね回るミラクルボールで攻撃。
- シナモン博士

取得すると画面上の空中敵が全てベルに変化する。

### その他アイテム
- 救急車

腕を両方破壊されると登場。腕を修理してくれる。
- 魂

自機が破壊されると出現。復帰後に取得すると破壊された時の装備を全て再取得できる。

## 設定

### ストーリー
ある日、ドンブリ島で平和に暮らすツインビーたちの元にDr.ニッキと名乗る者からの挑戦状が届く。挑戦状には「よくも私の作ったスパイス大王、ガトランティス、ポコポコ大魔王を倒してくれたな、こうなったら私が相手だ。プカプカ島までやってこい」と記されていた。
シナモン博士がその知恵を正義のために使うのに対し、Dr.ニッキはシナモン博士の小学校時代からのライバルで悪の科学者。挑戦状を見たツインビーとウインビーはシナモン博士に内密でプカプカ島を目指す事となる。グインビーは博士の警護のため留守番となった。
GB版の説明書掲載のストーリーでは、Dr.ニッキはスパイス大王のみならずポコポコ大魔王まで制作したとのことで、本作は『ツインビー3 ポコポコ大魔王』（1989年）の後日談になるはずだが、後に発売された『出たなツインビーヤッホー!』（1995年）の説明書によると、初代『ツインビー』の世代のストーリーということになっている。

### ステージ構成
SET UPモードでステージセレクト出来て始めからプレイ出来る4ステージと、その4ステージをクリアすると出現するステージ5。
さらにそれらをクリアする事で、ラスボスの出現するラスボスステージの5ステージ＋1ステージで構成されている。
ステージ1
ボス：TAIYOH13号（別名：ピッカリ座座長）
ステージ2
ボス：ハリフーリ
ステージ3
ボス：カメロン
ステージ4
ボス：女王様とお呼びと働き蜂4人組
ステージ5
ボス：『ツインビー』に登場したボス達によるボスラッシュ
ラストステージ
ボス：スーパーデリシャスウルトラサイバーポッポ

## 登場キャラクター
ツインビー
- 1P機。丸いキャノピーで青い機体。

ウインビー
- 2P機。複眼のように2つの窓があり赤い機体。

Dr.ニッキ
- 今回の黒幕。スパイス大王たちの生みの親。アイパッチにオールバック、上半身裸という風貌。シナモン博士の小学校時代からのライバル。雑誌広告ではツインビーではなく敵役のDr.ニッキが登場し、「悪いことしたいね」というキャッチで同時期に発売された『悪魔城すぺしゃる ぼくドラキュラくん』（1990年）の最終ボスのガラモスと対談していた。

## 他機種版
1997年12月11日に発売された『コナミGBコレクション Vol.2』にはスーパーゲームボーイ対応になって収録されている。ただし、2人同時プレイ機能が削除された。
2007年1月25日に発売されたPlayStation Portable用『ツインビー ポータブル』にはパワーアップアレンジ移植版が収録されている。
2012年6月20日にはニンテンドー3DSバーチャルコンソールでゲームボーイ版が配信開始。また、本作及び前記の「コナミGBコレクション」の欧州版に当たるゲームボーイカラー対応の「KONAMI GB COLLECTION」では、名称が『Pop'n TwinBee』（ポップン・ツインビー）に変更されているが、内容は言語以外変化は無い。
| No. | タイトル                                              | 発売日                   | 対応機種                        | 開発元             | 発売元 | メディア                              | 型式                      | 備考                 | 出典        |
| --- | ----------------------------------------------------- | ------------------------ | ------------------------------- | ------------------ | ------ | ------------------------------------- | ------------------------- | -------------------- | ----------- |
| 1   | コナミGBコレクション VOL.2 Konami GB Collection Vol.3 | 1997年12月11日 2000年5月 | ゲームボーイ ゲームボーイカラー | KCEジャパン トーセ | コナミ | ロムカセット                          | DMG-AJJJ-JPN DMG-AF7P-EUR | 2人同時プレイは削除  |             |
| 2   | ツインビー ポータブル                                 | 2007年1月25日            | PlayStation Portable            | M2                 | KDE    | UMD                                   | ULJM-05221                |                      | [ 2 ]       |
| 3   | ツインビーだ!!                                        | 2012年6月20日            | ニンテンドー3DS                 | KDE                | KDE    | ダウンロード （バーチャルコンソール） | RB6J                      | ゲームボーイ版の移植 | [ 3 ] [ 4 ] |

### PlayStation Portable『ツインビー ポータブル』版
ゲームボーイのモノクログラフィックを一新してカラーになり、BGM面や様々な個所でパワーアップアレンジされた『ツインビーだ!! パワーアップアレンジ版』が収録されている。開発はM2、BGMは並木学によってアーケードのバブルシステムの音源を意識した仕様にアレンジされている。
PSP版『ツインビーだ!!』パワーアップアレンジ版と、元のゲームボーイ版『ツインビーだ!!』とは以下のような相違点がある。
- 1人プレイのみである。
- ステージセレクトが出来ない。また「STAGE SELECT」（SET UPモード）BGMがカットされている。
- 全てのベルはカラー（色）の違いで表現されるようになっている（ベルの各色が対応する効果については後述）。
- ステージ2以降パワーアップ状態ではステージスタート時からメインBGMでなく各ステージ用パワーアップBGMが流れる。
- ステージ3のパワーアップBGMがカットされ、ステージ3ではゲームボーイ版ステージ5用のパワーアップBGMが流れる。
- ステージ4の終盤にステージ5の浮遊大陸エリアが連結されていて、そのままステージ5のボスラッシュに突入する。
- ステージ4の蜂ボスと、ステージ5の大部分は割愛されていて、4ステージ＋ラスボスステージの構成で1ステージ分少ない。

ベルの色
取得した際の効果そのものはオリジナル（ゲームボーイ版）と変わらない。
- ■黄色 - ボーナス得点
- ■青色 - スピードアップ
- □白色 - ツイン砲
- ■緑色 - 分身：オリジナルでは2つの分身がつくが、PSP版は分身が3個つき分身も爆弾で攻撃できる。
- ■赤色 - バリア

## スタッフ
- メイン・プログラム：上田英生
- システム・プログラム：Y.NAKANISHI
- ゲーム・デザイン、キャラクター：小玉紀年
- サウンド・デザイン：福武茂、具志堅典子、大内正徳
- アシスタント・プログラム：S.TAMATE
- アシスタント・キャラクター：まつもとのぶあき
- アシスタント・サウンド：いとうあきこ
- スペシャル・サンクス：木戸秀二、北上一三、廣下宏治、山田善朗、KUROKOTAI

## 評価
ゲーム誌『ファミコン通信』の「クロスレビュー」では合計25点、『ファミリーコンピュータMagazine』の読者投票による「ゲーム通信簿」での評価は以下の通りとなっており、21.38点（満30点）となっている。また、同雑誌1991年5月10日号特別付録の「ファミコンロムカセット オールカタログ」では、「2人同時プレイができるのがうれしい」と紹介されている。
| 項目 | キャラクタ | 音楽 | 操作性 | 熱中度 | お買得度 | オリジナリティ | 総合  |
| 得点 | 3.89       | 3.61 | 3.59   | 3.62   | 3.49     | 3.18           | 21.38 |